# ویساید (نیوجرسی)
ویساید (به انگلیسی: Wayside) یک منطقهٔ مسکونی در ایالات متحده آمریکا است که در اوشن، نیوجرسی واقع شده‌است. ویساید ۳۹٫۰۱ متر بالاتر از سطح دریا واقع شده‌است.